# Tobias Haase
Tobias Haase (geboren 1981 in Dresden) ist ein deutscher Regisseur.

## Leben
Tobias Haase wuchs in zunächst in Dresden auf. In der Spätphase der DDR flüchtete seine Familie über Ungarn und Österreich in den Westen Deutschlands und ließ sich in Gütersloh nieder. Am dortigen Evangelischen Stifts-Gymnasium legte Haase sein Abitur ab, anschließend lebte er einige Zeit in London. Er arbeitete als Werbetechniker, gleichzeitig erstellte er freiberuflich filmische Auftragsarbeiten, so etwa für die IG Metall. Nach einem Praktikum beim Hackeschen Hoftheater lebte er in Berlin.
2007 begann Haase in Köln ein Mediendesign-Studium, wechselte aber nach einem Jahr an die Filmakademie Baden-Württemberg in den Bereich Regie. Während des Studiums dort entstand sein Kurzfilm Boats - based on a true story, eine Umsetzung der urbanen Legende vom Leuchtturm und dem Kriegsschiff, für den er erste Auszeichnungen erhielt. Mit seiner Abschlussarbeit MCP – Collision Prevent war er beim Nachwuchswettbewerb First Steps Award 2013 Sieger in der Kategorie Werbefilm. Der fiktive Werbespot, der mit der Frage spielt, ob man Adolf Hitler als Kind hätte töten dürfen, wäre sein weiterer Werdegang zu diesem Zeitpunkt bekannt gewesen, galt innerhalb der Jury als hochumstritten.
Haase arbeitet heute in der Filmbranche und erstellt Werbefilme. Darüber hinaus beteiligt er sich an Dystopia, einem Projekt zur Realisierung eines Filmes, der in einer Cyberpunkumgebung spielt.